# Exocelina tsinga
Exocelina tsinga es una especie de escarabajo del género Exocelina, familia Dytiscidae. Fue descrita científicamente por Shaverdo, Surbakti, Sumoked & Balke en 2020.

## Distribución geográfica
Habita en Australia.